# Kaarle Ojanen
Kaarle Sakari Ojanen (ur. 4 grudnia 1918 w Helsinkach, zm. 9 stycznia 2009) – fiński szachista, mistrz międzynarodowy od  1952 roku.

## Kariera szachowa
Jest jednym z najwybitniejszych fińskich szachistów, w latach 1950–1983 trzynastokrotnie zdobył złote, dwukrotnie srebrne oraz dwukrotnie brązowe medale w mistrzostwach swojego kraju, co czyni go absolutnym rekordzistą na liście wszech czasów. Pomiędzy 1937 a 1972 rokiem jedenastokrotnie reprezentował Finlandię na szachowych olimpiadach (w tym 5 razy na I szachownicy), w roku 1966 zdobywając brązowy medal za uzyskany wynik na I szachownicy. Łącznie rozegrał 146 olimpijskie partie, w których zdobył 85½ pkt.
Nie wystąpił w wielu międzynarodowych turniejach. Największy sukces osiągnął w roku 1946, zajmując III miejsce w Helsinkach. W latach 1959 (w Tallinnie) i 1960 (w Helsinkach) rozegrał dwa krótkie mecze z Paulem Keresem, oba remisując w stosunku 1 - 1. W 1991 wystąpił w I mistrzostwach świata "weteranów", rozegranych w Bad Wörishofen, zdobywając 7 pkt w 11 partiach i dzieląc XI-XXI miejsce.
Osiągał również sukcesy w grze korespondencyjnej, za które w roku 1981 otrzymał tytuł mistrza międzynarodowego w tej odmianie szachów. Na liście rankingowej ICCF w styczniu 2007 roku posiadał 2377 punkty.